# Sainte-Reine-de-Bretagne
Sainte-Reine-de-Bretagne é uma comuna francesa na região administrativa da Pays de la Loire, no departamento de Loire-Atlantique. Estende-se por uma área de 19,73 km². Em 2010 a comuna tinha 2 419 habitantes (densidade: 122,6 hab./km²).